# Robert Durst
Robert Alan Durst, detto Bobby (Scarsdale, 12 aprile 1943 – Stockton, 10 gennaio 2022) è stato un imprenditore e criminale statunitense, figlio di Seymour Durst, noto immobiliarista e inventore del National Debt Clock.

## Biografia
Durst cresce insieme a tre fratelli presso la località di Scarsdale (New York), dove frequenta la Scarsdale High School, completando poi la sua istruzione con una laurea alla Lehigh University, infine iscrivendosi a un programma dottorale all'Università della California a Los Angeles (UCLA) senza però completarlo. Sua madre si suicidò gettandosi dal balcone senza un motivo apparente, davanti ai suoi occhi, quando Durst aveva poco più di sette anni. Secondo il Reader's Digest, Durst rimase particolarmente colpito dalla morte prematura della madre, tanto che i dottori gli diagnosticarono alcuni problemi psichiatrici, tra cui la schizofrenia, in parte dovuti a una "profonda rabbia interiore".
Divenuto adulto, Durst si gettò negli affari di famiglia seguendo le orme del padre, divenendo un imprenditore immobiliare, ma sempre in penombra rispetto al fratello Douglas, anch'egli impegnato nello stesso campo, e che in futuro sarebbe stato nominato poi curatore delle attività imprenditoriali e del patrimonio della famiglia, stimato in circa 650 milioni di dollari. A causa del comportamento litigioso dei due fratelli, negli anni novanta Robert fu allontanato definitivamente dagli affari della famiglia, lasciando a Douglas il controllo completo di tutte le attività. In questo periodo gli fu diagnosticata la sindrome di Asperger, dimostrando l'infondatezza della precedente diagnosi di schizofrenia.

### Latitanza e sparizioni
Nel 1973 Durst si sposò con Kathleen McCormack, che scomparve nel 1982. Il 24 dicembre 2000 un'amica di lunga data di Durst, Susan Berman, venne uccisa con un colpo di pistola alla testa nella sua casa a Benedict Canyon. Durst venne sentito per entrambi i casi dalle autorità, ma non venne imputato o ufficialmente sospettato.
Nel 2001 Durst fu arrestato a Galveston dopo che Morris Black, suo vicino di casa, fu ritrovato a pezzi nella baia di Galveston, ma uscì poi su cauzione. Alla prima udienza sul caso cui Durst era chiamato a presentarsi, non fece apparizione, diventando così il primo latitante miliardario della nazione. Fu catturato a Bethlehem dentro il supermercato Wegmans Food Market, dopo aver tentato di rubare un panino e un cerotto, nonostante avesse 500 dollari in tasca. Da una successiva perquisizione della polizia, nella sua auto verranno trovati 37.000 dollari in contanti, due pistole, marijuana e la patente di guida di Black.

### Processo
Nel 2003 iniziò il processo contro Durst per la morte di Morris Black. Per la difesa della sua persona, assunse il noto avvocato Dick DeGuerin, proclamando la legittima difesa. Durante l'interrogatorio guidato dal procuratore distrettuale di Galveston, Kurt Sistrunk, Durst ammise d'aver usato un coltello, due seghe di cui una ad arco (da lui appositamente acquistata e detenuta nella sua auto al momento dell'arresto) e un'ascia per fare a pezzi il corpo di Black prima di gettare i suoi resti nella baia di Galveston. La giuria lo prosciolse dall'accusa di omicidio.
Nel 2004 Durst si dichiarò colpevole di due dei capi d'imputazione rivolti contro di lui, lo scavalco della cauzione e la manomissione delle prove. Come parte del plea bargaining (simile al patteggiamento dell'ordinamento italiano) ricevette una sentenza a cinque anni di detenzione dei quali tre obbligatori come minimo richiesto. Durst uscì sulla parola nel 2005, a condizione che non si allontanasse dalla propria abitazione salvo richiederne il permesso per viaggi o spostamenti.

### Secondo arresto
Nel dicembre 2008 Durst violò il regolamento della libertà su parola, recandosi nella casa dove aveva ucciso Black e in un piccolo centro commerciale nelle vicinanze. All'interno del centro c'era anche la giudice che aveva presenziato al processo per omicidio, Susan Criss. A causa dell'incidente, la Commissione del Texas per il Perdono e la Parola determinò la violazione dei termini della parola di Durst, traducendolo nuovamente in carcere.

### Terzo arresto
In seguito all'ordine d'arresto emanato da un giudice di Los Angeles, il 14 marzo 2015 Durst è stato arrestato a New Orleans (Louisiana) per l'omicidio di Susan Berman avvenuto in California nel 2000. Il procuratore distrettuale incaricato dell'accusa, considerando significativi gli elementi emersi nel documentario The Jinx - La vita e le morti di Robert Durst, si è recato più volte a New York per intervistare testimoni, inclusi amici di Durst e della Berman. Il 18 agosto 2016 Durst è stato trasferito in una prigione federale della California, in attesa del processo per l'omicidio Berman. In una dichiarazione resa alla corte da parte dei suoi avvocati Durst ha infine ammesso di essere l'autore della seconda nota di un messaggio che avrebbe dovuto essere scritto dall'assassino di Susan Berman. Il processo, inizialmente programmato per l'estate 2020, è stato posticipato ad aprile 2021 a causa della pandemia di COVID-19.
Il 14 ottobre 2021 Durst è stato condannato all'ergastolo senza possibilità di condizionale per omicidio di primo grado (omicidio premeditato) ai danni di Susan Berman.

### Morte
Dopo aver contratto il virus da COVID-19, Durst muore per un arresto cardiaco il 10 gennaio 2022 all'età di 78 anni.

## Nei media
La vita di Robert Durst è stata adattata per il grande schermo dal regista Andrew Jarecki con il film Love & Secrets (All Good Things), interpretato da Kirsten Dunst e Ryan Gosling e incentrato sulla sparizione di Kathleen McCormack e delle indagini relative. Il film è uscito nelle sale cinematografiche il 3 dicembre 2010.
La vita e i problemi giudiziari di Durst sono stati nuovamente raccontati da Jarecki nella miniserie docu-drama The Jinx - La vita e le morti di Robert Durst, durante le cui riprese Durst, recatosi in bagno e credendo che il suo microfono fosse spento, ha accidentalmente confessato l'omicidio di Susan Berman.